# Kat Evans
Pas d'image ? Cliquez ici

b Matchs officiels uniquement.
Kat Evans, née le 9 janvier 1986, est une joueuse internationale galloise de rugby à XV évoluant aux postes de troisième ligne aile ou de talonneuse.

## Biographie
Kat Evans naît le 9 janvier 1986. En 2022 elle joue en club avec les Saracens. Elle compte 3 sélections en équipe du pays de Galles quand elle est retenue en septembre 2022 pour disputer sous les couleurs de son pays la Coupe du monde en Nouvelle-Zélande.
À l'automne suivant, elle fait partie des trente joueuses qui partent dans cette même île participer pour le Pays de Galles au championnat WXV 2023.